# Tom Cavanagh
Thomas 'Tom' Cavanagh (Ottawa, 26 oktober 1963) is een Canadees acteur. Hij werd in 2002 genomineerd voor zowel een Golden Globe als een Satellite Award voor zijn hoofdrol als Ed Stevens in de televisieserie Ed.
Cavanagh maakte in 1991 zijn film- en acteerdebuut in de Amerikaanse fantasy-thriller White Light. Sindsdien speelde hij meer dan vijftien filmrollen, meer dan 25 inclusief die in televisiefilms. Cavanagh speelde in de komedieserie Ed een advocaat die na zijn ontslag terugkeert naar de plaats waar hij opgroeide en er een bowlingbaan gaat bestieren. Dit deed hij 83 afleveringen verdeeld over vier seizoenen voor de serie werd stopgezet. Zowel voor als na Ed speelde hij ook wederkerende personages in verschillende andere series, zoals Providence, Eli Stone en Scrubs.
Cavanagh trouwde in 2004 met Maureen Grise, een beeldredactrice van het tijdschrift Sports Illustrated. Samen met haar kreeg hij 3 kinderen.

## Filmografie
*Exclusief 15+ televisiefilms
| - The Games Maker (2014) - Mr. Drago - The Birder (2013) - Ron Spencer - Yogi Bear (2010) - Ranger Smith - Breakfast with Scot (2007) - Eric McNally - The Cake Eaters (2007) - Lloyd - Sublime (2007) - George - Gray Matters (2006) - Sam Baldwin - Two Weeks (2006) - Barry Bergman - How to Eat Fried Worms (2006) - Vader - Alchemy (2005) - Mal Downey | - Bang Bang You're Dead (2002) - Val Duncan - Something More (1999) - Harry - Honeymoon (1997) - Jamie - Profile for Murder (1996) - Tim Jonas - Midnight Heat (1996) - Bowlan - Mask of Death (1996) - Joey - Magic in the Water (1995) - Simon, Patiënt #1 - Dangerous Intentions (1995) - Ron - White Light (1991) - Ella's Secretaris |

## Televisieseries
*Exclusief eenmalige gastrollen
- The Flash - Harrison Wells (Aarde-1), Harrison "Harry" Wells (Aarde-2), "Sherloque" Wells (Aarde-221), Harrison "H. R." Wells (Aarde-19), Harrison Nash Wells (Pariah), Eobard Thawne, Reverse-Flash, ... (2014-...)
- The Following - Kingston Tanner (2014, vier afleveringen)
- Royal Pains - Jack O'Malley (2011-2012, zeven afleveringen)
- Scrubs - Dan Dorian (2002-2009, zeven afleveringen)
- Trust Me - Conner (2009, dertien afleveringen)
- Eli Stone - Jeremy Stone (2008-2009, zeven afleveringen)
- Love Monkey - Tom Farrell (2006, acht afleveringen)
- Jack & Bobby - Jimmy McCallister (2004, twee afleveringen)
- Ed - Ed Stevens (2000-2004, 83 afleveringen)
- Providence - Doug Boyce (1999-2000, acht afleveringen)

- Bibliothèque nationale de France: cb15612830q (data)
- International Standard Name Identifier: 0000 0003 7448 5824
- Library of Congress Control Number: no2007067117
- Nationale Bibliotheek van Israël: 987007376949305171
- Nationale Bibliotheek van Polen: a0000002038716
- Nederlandse Thesaurus van Auteursnamen: 31632227X
- SNAC: w6vt2h35
- Virtual International Authority File: 71171191
- WorldCat: E39PBJq6YjXPwyHpqRMMWPCPcP